# Magic TV
Magic TV започва излъчване през декември 2013 г. Тя е търговска музикална телевизия, част от BSS Media Group (Magic FM, радио Витоша, радио Веселина и The Voice). Разпространява се по кабел, сателит и онлайн. Музикалната телевизия е с уникална програмна схема, която включва 30% българска музика. Magic TV е социално ангажирана медия, която инициира и подкрепя много благотворителни каузи. През 2020 г. тя става част от Нова Броудкастинг Груп.